# Plandi (Jombang)
Plandi is een bestuurslaag in het regentschap Jombang van de provincie Oost-Java, Indonesië. Plandi telt 6872 inwoners (volkstelling 2010).